# Strém Ferenc
Strém Ferenc, Strem (Budapest, 1898. június 29. – 1957. december 8.) Kossuth-díjas magyar gépészmérnök.

## Életpályája
Strem József kereskedő és Feuer Malvina gyermeke, Strém István testvére. A budapesti József Nádor Műszaki és Gazdaságtudomány Egyetem elvégzése után a Ganz Vagongyár tervezőmérnökeként kezdte pályáját. Szakmai területe a vízgéptervezés (szivattyúk, szivattyútelepek, vízturbinák tervezése) volt. 1932. május 1-jén Budapesten, a Ferencvárosban házasságot kötött Schőnfeld Klárával, Schőnfeld Tivadar és Plohn Ilona lányával. A második világháború befejezését követően 1945 márciusában (Budapest felszabadulását követően) az elsők között ment vissza a gyárba, hogy segítsen a romokból újraindítani a termelést.
1948. március 15-én az elsők között kapta meg és vehette át „A gyakorlati mérnöki munka terén kifejtett munkájának elismeréseként” az akkor alapított és első alkalommal kiosztott Kossuth-díjat.  Létrehozta a gyárban a Dolgozók Iskoláját, amelynek az első igazgatója volt. Ezt követően több kormányzati ipari szervezetben dolgozott közép- és felsővezetői beosztásban. Közreműködött a Gazdasági és Műszaki Akadémia létrehozásában, amelynek évekig az igazgatóhelyettese volt.
1957-ben, 59 éves korában hunyt el.